# کابوی مرا از اینجا ببر
«گاوچران من را از اینجا ببر» (به انگلیسی: Cowboy Take Me Away) تک‌آهنگی از دیکسی چیکس است که در سال ۱۹۹۹ میلادی منتشر شد. این تک‌آهنگ در آلبوم پرواز (آلبوم دیکسی چیکس) قرار داشت.
این تک‌آهنگ در چارت‌های ، در رتبه اول قرار گرفت.